# Lasioglossum herbstiellum
Lasioglossum herbstiellum är en biart som först beskrevs av Heinrich Friese 1917.  Lasioglossum herbstiellum ingår i släktet smalbin, och familjen vägbin. Inga underarter finns listade i Catalogue of Life.